# Göran Rothman
Pour les articles homonymes, voir Rothman.
Göran (Georg) Rothman est un médecin, botaniste et traducteur suédois, né à Skatelöv (province de Småland) le 30 novembre 1739 et décédé à Stockholm le 3 décembre 1778.

## Biographie

### Jeunesse et études
Göran Rothman est le fils de Johan Stensson Rothman (1684-1763), professeur de Carl von Linné (1707-1778) à l'école de la cathédrale de Växjö, et d'Anna Elisabeth Rudebeck. Il est scolarisé à l'école de la cathédrale et au gymnase de Växjö. Il entre à l'université d'Uppsala le 30 novembre 1757 et étudie la médecine, ainsi que les sciences naturelles auprès de Linné. Il obtient son bachelor en philosophie en 1760, son master en 1761 et son doctorat en médecine en 1763.

### Carrière médicale
En 1763, Rothman s'installe à Stockholm et pratique la médecine, tout en continuant à étudier la physique, l'anatomie et la gynécologie. Le Collegium Medicum l'envoie sur l'archipel des îles d'Åland, du 28 août au 23 septembre 1766, en raison d'une épidémie de fièvre avec laquelle la population était aux prises. La même année et jusqu'en 1773, il est secrétaire du Collegium Medicum. De 1770 à 1772, il est médecin dans l'archipel de Stockholm.
A son retour de Tunisie et de Libye, il vivra de traductions, tout en assumant, à partir du 10 décembre 1776, la charge non rémunérée d'assesseur au Collegium Medicum. Il traduit notamment les œuvres de Voltaire (1694-1778) et d’Alexander Pope (1688-1744).

### Expédition en Tunisie et en Libye (1773-1776)
Rothman se rend dans les actuelles Libye et Tunisie de 1773 à 1776 pour le compte de l'Académie royale des sciences de Suède qui finance son expédition. Il part le 8 août 1773 de Stockholm et se rend à Tunis via Helsingborg, Elseneur, le Cattégat, le Skagerrak, la mer du Nord, la Manche et le détroit de Gibraltar. Sur place, il se rend ensuite par voie de terre jusqu'à Tripoli. Il en repart le 23 avril 1776 et arrive à Stockholm le 19 juillet de la même année.
Il est notamment l'auteur de la description du Goundi de l'Atlas,.

## Hommages
Carl Peter Thunberg nommera une plante qu'il a découverte au Cap Rothmannia capensis en l'honneur de Göran Rothman. Son nom étant alors orthographié alors Rothmann, avec deux "n".